# Papinsko sveučilište Urbaniana
Papinsko sveučilište Urbaniana (lat.: Pontificia Universitas Urbaniana), papinsko je sveučilište u Rimu, pod upravom Kongregacije za evangelizaciju naroda.
Službeno je osnovano 1. kolovoza 1627. godine. Dana 1. listopada 1962. papa Ivan XXIII. dodijelio je Sveučilištu pravo korištenja naziva Papinsko sveučilište.

### Ustroj
Sveučilište ima četiri fakulteta:
- Teološki fakultet
- Filozofski fakultet
- Fakultet kanonskoga prava
- Fakultet misiologije

## Vanjske poveznice
- Službene stranice Sveučilišta  Arhivirana inačica izvorne stranice od 7. rujna 2022. (Wayback Machine)